# Georgi Iliev

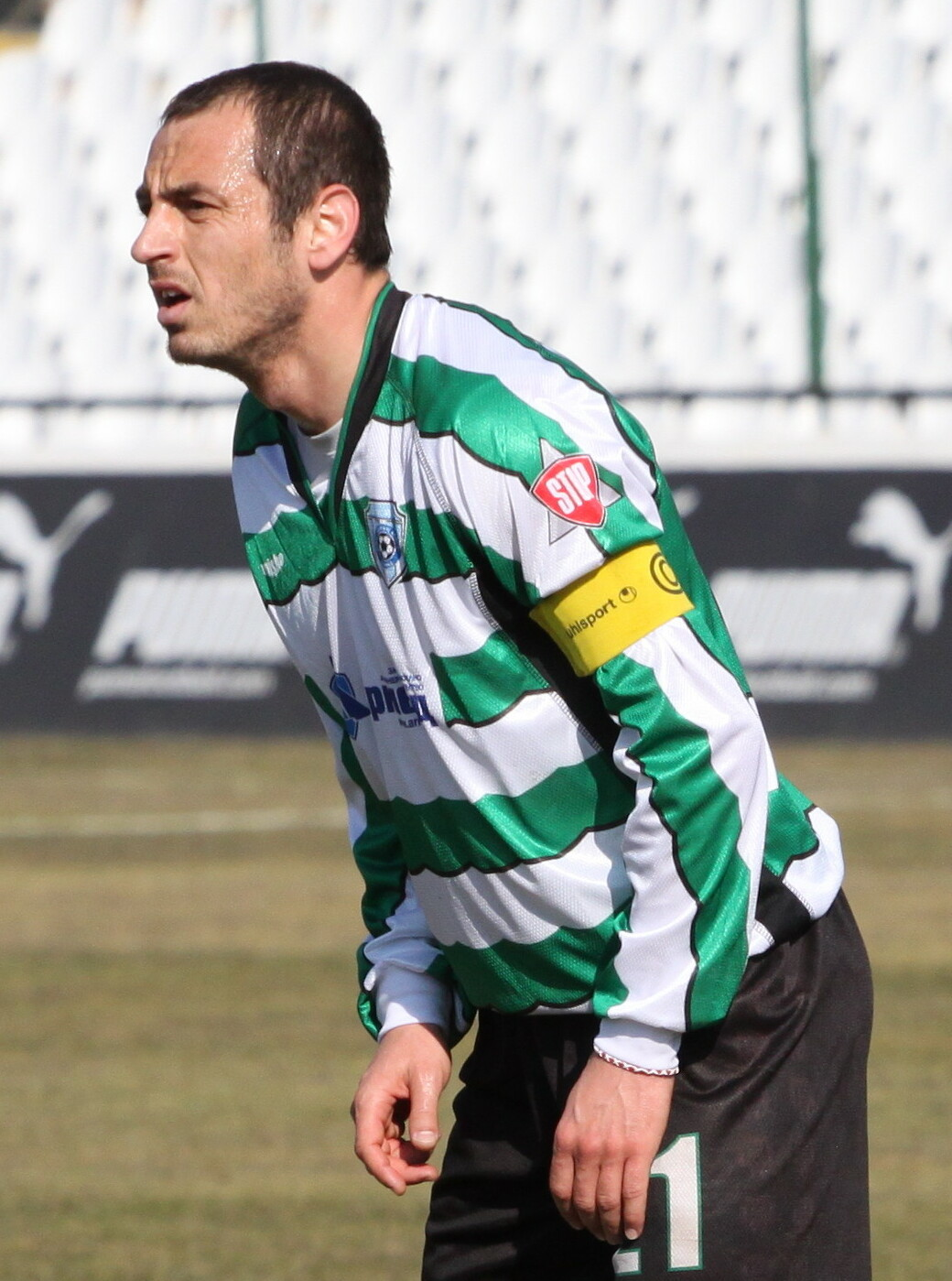
Georgi Iliev

Georgi Iliev Roesev (Bulgaars: Георги Илиев Русев) (Varna, 5 september 1981) is een Bulgaarse voetballer (middenvelder) die sinds 2008 voor de Bulgaarse eersteklasser Tsjerno More Varna speelt.
Iliev speelde 23 wedstrijden voor de nationale ploeg van Bulgarije. Daarin scoorde hij twee keer.

## Carrière
- 1991-1999: Cherno More Varna (jeugd)
- 2000-2003: Cherno More Varna
- 2003-2005: Lokomotiv Plovdiv
- 2005-2008: CSKA Sofia
- 2008- nu : Tsjerno More Varna